# Траповий магматизм

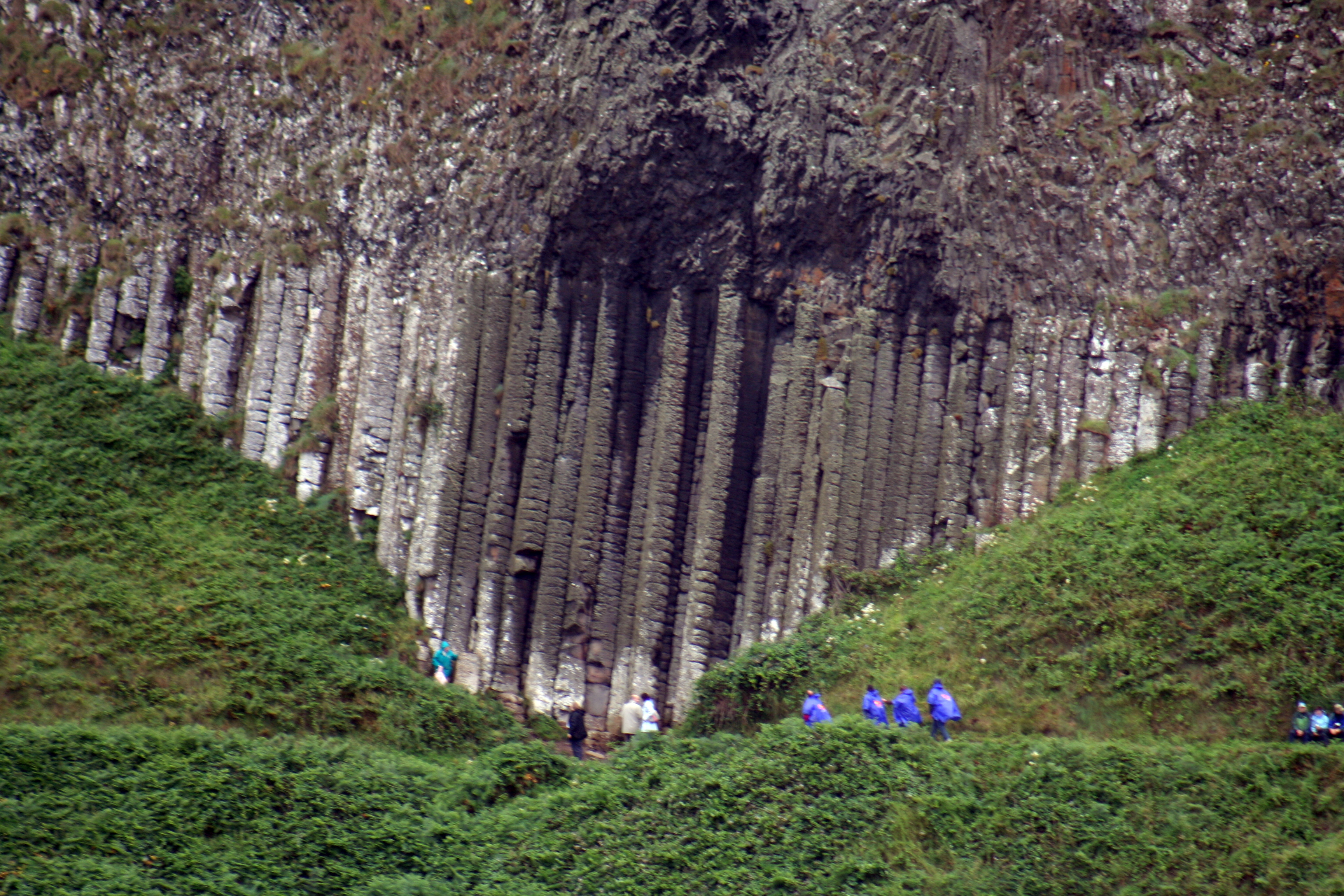
Трапові породи геологічної формації Дорога Гігантів, Північна Ірландія

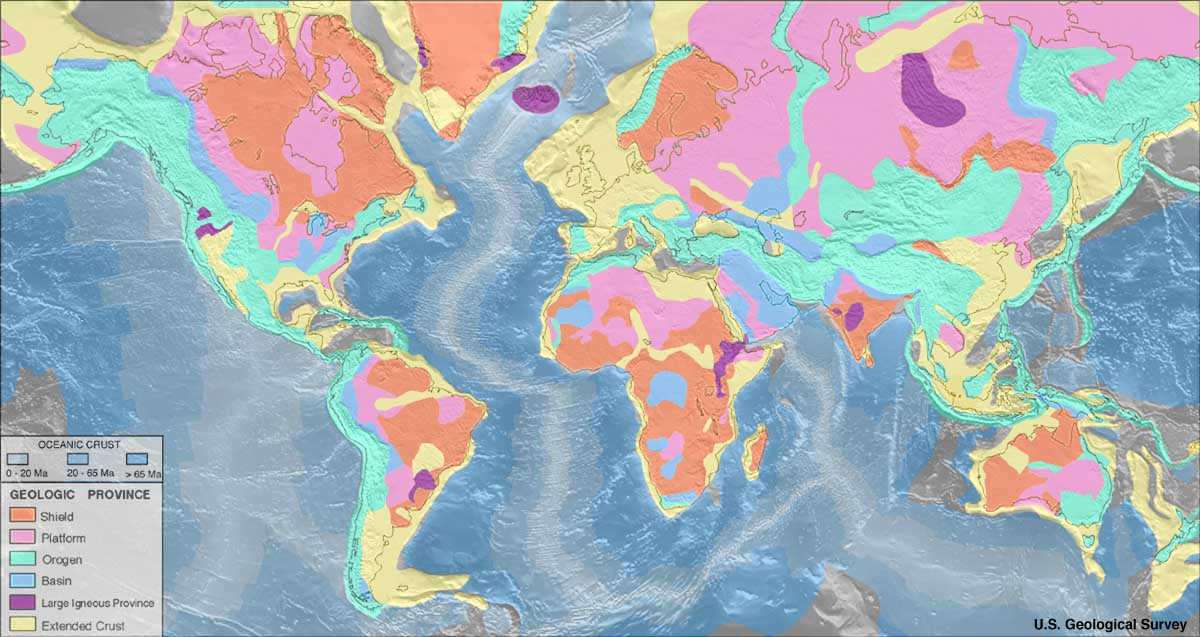
На карті вказані найбільші магматичні провінції (темним фіолетовим кольором)

Траповий магматизм ( англ. trapp magmatism, нім. Trappe-Magmatismus m) — особливий тип континентального магматизму, для якого характерний величезний обсяг виливу базальту за геологічно короткий час (перші мільйони років) на великих територіях. На океанічній корі аналогом трапів є океанічні плато. Можливі аналоги трапових подій на Землі — виливи магми, у результаті яких утворювалися місячні моря. Масштабні виливи лави виявлені на Венері.

## Теорія трапового магматизму
Причини трапового магматизму сьогодні дискутуються. Найпоширенішою думкою є теорія про утворення трапів у результаті підняття із глибин Землі (можливо, від границі мантії з ядром) так званого плюму — великого потоку гарячої мантійної речовини. При цьому, коли плюм досягає низів літосфери, починається її плавлення й утворюються насичені леткими компонентами розплави, які прориваються на поверхню у вигляді кімберлітів. Потім голова плюму продовжує рух нагору й втягує в плавлення все більші об'єми літосферної мантії, у результаті чого формується основний об'єм базальтових розплавів. Зустрівшись із континентальною корою, плюм розтікається під нею й викликає магматизм на периферії області, захопленої траповим магматизмом.
Плюмова теорія утворення трапів зазнає критики, тому що неясно, чим ці плюми відрізняються від мантійних потоків, які створюють довгоживучі гарячі точки, типу Гавайської. Склад гірських порід, супутні явища. Головний компонент трапового магматизму — толеїтові базальти. У менших кількостях зустрічаються кімберліти, лужні породи, і деякі інші види порід. Для трапового магматизму характерні сіллові інтрузії й великі базальтові покриви. Лавові потоки, виливаючись на поверхню, швидко заповнюють природні заглиблення, долини річок тощо Після цього базальти виливають на плоскій рівнині. У силу низької в'язкості базальтових розплавів магма може текти на кілька десятків кілометрів. При трапових виверженнях часто немає чітко вираженого кратера й постійного центру вивержень. Лава виливає із численних тріщин і заливає простір, порівняний з площею, наприклад, Європи.
Траповий магматизм приводить до специфічного типу контактового метаморфізму. Базальтові сілли прогрівають підошву й особливо покрівлю інтрузії. Від неї підіймається потік магматичних еманацій; вода, природний газ і нафта з осадових порід нагріваються від інтрузій та змінюють вмісні породи й самі базальти. У такий спосіб на Вілюї утворювалися породи із кристалами гросуляру, ахтарандиту, везувіану й ісландського шпату.
При утворенні трапової інтрузії вугілля метаморфізується теплом магматичного розплаву і перетворюється на графіт. Таке походження мають численні графітові родовища Східно-Сибірської платформи.

## Поширення трапового магматизму
Траповий магматизм у різний час відбувався на всіх платформах і нерідко одночасно в досить віддалених районах планети.
Виверження трапів приурочені до інших великих геологічних подій: розколу континентів, змін магнітного поля Землі. Траповий магматизм спричиняв масове вимирання видів — фауни та флори планети. Яскраві приклади трапового магматизму — Сибірські трапи та плоскогір'я Декан на Індостанському півострові.

### Сибірські трапи
- Сибірські трапи — одна з найбільших трапових провінцій, розташована на Східно-Сибірській платформі. Сибірські трапи виливали на границі палеозою й мезозою, пермського й тріасових періодів. Одночасно з ними відбулося найбільше (пермоатріасове) вимирання видів в історії Землі. Трапи розвинені на площі близько 4 млн км², обсяг вивержених розплавів складає близько 2 млн км³ ефузивних та інтрузивних порід.

### Деканська трапова провінція
- Деканська трапова провінція — велика трапова провінція розташована на Індостані. Складає Деканське плато. Сумарна потужність базальтів у центрі провінції становить понад 2000 метрів, вони розвинені на площі 1, 5 млн км². Обсяг базальтів оцінюється в 512 000 км³. Деканські трапи почали виливати на границі крейди й палеогену, і їх, так само як і сибірські трапи зв'язують із великим вимиранням видів — так званим крейдо-палеогеновим вимиранням, у результаті якого зникли динозаври (вимирання динозаврів) і багато інших видів. Деякі дослідники зв'язують початок виливу деканських трапів з ударом великого метеорита, що утворив кратер Шива, розташований на дні океану на захід від Індостану. Однак інші геологи критикують цю теорію. Вони вказують на те, що кратер утворився вже під час виливу трапів і не міг бути їхньою причиною. Також ставиться під сумнів сама імпактна природа цього кратера.

### Трапи Південної Америки
У Південній Америці трапові базальти поширені на території Аргентини, Венесуели, Колумбії й інших країн.
Корисні копалини. З першими магматичними подіями трапового магматизму пов'язані лужні й карбонатитові інтрузії. Вони часто містять високі концентрації рідкісних (рідкісноземельні елементи, Sc, Ta, Nb, Ti тощо) і радіоактивних (U, Th) елементів. Так, численні родовища цього типу розташовані в Маймеча-Котуській лужній провінції.
Крім того, з траповим магматизмом пов'язане утворення родовищ залізних руд. Зокрема, таке походження родовищ Ангаро-Вітимського району — сировинної бази Східно-Сибірської металургії. У розшарованих трапових інтрузіях формуються мідно-нікель-платиноїдні родовища. У результаті метаморфізму й метасоматозу, викликаного трапами, утворюються родовища графіту й ісландського шпату.
Базальтові потоки часто містять численні агатові жеоди, при їхній ерозії утворюються багаті агатові розсипи. У Південній Америці в трапах зустрічаються порожнини, заповнені аметистами, об'ємом у кілька кубічних метрів.